# Version
Version is het tweede album van Mark Ronson. Het is een coveralbum en het werd uitgegeven in april 2007.

## Nummers
1. "God Put a Smile upon Your Face" (met Daptone Horns) - oorspronkelijk van Coldplay - 3:12
2. "Oh My God" (met Lily Allen) - oorspronkelijk van Kaiser Chiefs - 3:35
3. "Stop Me If You Think You've Heard This One Before" (aka "Stop Me") (met Daniel Merriweather) - oorspronkelijk van The Smiths - 3:53
4. "Toxic" (met Tiggers en Ol' Dirty Bastard) - oorspronkelijk van Britney Spears - 4:05
5. "Valerie" (met Amy Winehouse) - oorspronkelijk van The Zutons - 3:39
6. "Apply Some Pressure" (met Paul Smith van Maxïmo Park) - oorspronkelijk van Maxïmo Park - 3:36
7. "Inversion" - 1:47
8. "Pretty Green" (met Santogold) - oorspronkelijk van The Jam - 3:16
9. "Just" (met Phantom Planet)  - oorspronkelijk van Radiohead - 5:20
10. "Amy" (met Kenna)  - oorspronkelijk van Ryan Adams - 3:32
11. "The Only One I Know" (met Robbie Williams) - oorspronkelijk van The Charlatans - 3:59
12. "Diversion" - 1:19
13. "L.S.F." (met Kasabian) - oorspronkelijk van Kasabian - 3:30
14. "Outversion" - 1:50
15. "Pistol of Fire"  (bonustrack, niet op alle versies van het album aanwezig) oorspronkelijk van Kings of Leon - 2:57

## Singles
| Single met eventuele hitnotering(en) in de Nederlandse Top 40 | Datum van verschijnen | Datum van binnenkomst | Hoogste positie | Aantal weken | Opmerkingen                       |
| ------------------------------------------------------------- | --------------------- | --------------------- | --------------- | ------------ | --------------------------------- |
| Just                                                          | 2006                  | -                     |                 |              | feat. Alex Greenwald              |
| Stop me                                                       | 2007                  | -                     |                 |              | feat. Daniel Merriweather         |
| God put a smile upon your face                                | 2007                  | -                     |                 |              |                                   |
| Oh my god                                                     | 2007                  | -                     |                 |              | feat. Lily Allen                  |
| Valerie                                                       | 2007                  | 12-01-2008            | 1(4wk)          | 17*          | feat. Amy Winehouse / Alarmschijf |